# Vocal cerrada posterior no redondeada
La vocal cerrada posterior no redondeada (escucharⓘ) es un tipo de sonido vocálico usado en algunas lenguas orales. El símbolo en el Alfabeto Fonético Internacional que representa este sonido es ɯ, y su equivalente X-SAMPA es M. El símbolo AFI es una letra m invertida, aunque dada su relación con el sonido representado por la letra u, se puede considerar una u con un arco extra. En ocasiones, se denomina "u no redondeada".

## Rasgos
- Su abertura es cerrada, lo que significa que la lengua se sitúa lo más cerca posible del paladar sin crear una obstrucción que pudiera clasificarse como consonante.
- Su localización vocálica es posterior, lo que significa que la lengua se sitúa lo más atrás posible en la boca,  sin llegar a crear una obstrucción tal que se pudiera considerar una consonante.
- Se trata de una vocal no redondeada, lo que significa que los labios no se abocinan.

## Ejemplos
| Lengua            | Lengua            | Término       | AFI      | Traducción  | Notas                   |
| ----------------- | ----------------- | ------------- | -------- | ----------- | ----------------------- |
| Alekano           | Alekano           | hanuva        | [hɑnɯβɑ] | 'nada'      |                         |
| Azerí             | Azerí             | qırx          | [ɡɯrx]   | 'cuarenta'  |                         |
| Tártaro de Crimea | Tártaro de Crimea | canım         | [dʒanɯm] | 'por favor' |                         |
| Coreano           | Coreano           | 금 (金) /geum | [kɯm]    | 'oro'       |                         |
| Japonés           | Japonés           | 空気 / kūki   | [kɯːkʲi] | 'aire'      |                         |
| Kirgís            | Kirgís            | кыз           | [qɯʒ]    | 'niña'      |                         |
| Gaélico escocés   | Gaélico escocés   | caol          | [kʰɯːl̪ˠ] | 'fino'      |                         |
| Turco             | Turco             | ılık          | [ɯˈɫɯk]  | 'suave'     | Ver Fonología del turco |
| Vietnamita        | Vietnamita        | tư            | [tɯ̄]     | 'cuarto'    |                         |

El símbolo ɯ se utiliza en ocasiones para el japonés /u/, pero dicho sonido es redondeado, aunque comprimido en lugar de protuberante.